# Липи Ліпінського
Ли́пи Ліпі́нського — ботанічна пам'ятка природи місцевого значення в Україні. Розташована на території Тернопільського району Тернопільської області, в селі Вірлів, біля могили відомого польського скрипаля Кароля Ліпінського. 
Площа 0,06 га, статус отриманий у 2009 році.